# 梅津美治郎
梅津美治郎（日语：〔〕／ Umezu Yoshijirō；1882年1月4日—1949年1月8日）出生於大日本帝国大分縣。大日本帝國陸軍大將，第二次世界大战甲級戰犯，侵華戰爭主犯之一。曾經有段時間從繼父姓是永。幼年時期進入濟濟黌中學（現熊本縣立濟濟黌高級中學）就讀，後轉入陸軍中央幼年学校、陸軍士官學校（第15期7位），最後於陸軍大學以第23期首位的成績畢業。擔任過關東軍總司令官、參謀總長等職務。

## 生平

### 在中國的經歷
於支那駐屯軍司令官時期的1934年（昭和9年）11月，遭遇宋哲元軍下馮治安部突然進軍熱河省，並在大灘西方20公里的斷木梁附近活動之事件。此事導致關東軍追擊該部，甚至逼近到宋哲元的據點附近。後梅津與宋哲元達成協議，關東軍始停止追擊並撤回。
昭和10年（1935年）6月簽訂“何梅協定”。當時，華北相繼發生中華民國國民政府主導的反日活動，因此為了將其撲滅，設定下列內容作為協定:
1. 于学忠及张廷谔一派之罢免；
2. 蒋孝先、丁昌、曾扩情、何一飞等之罢免；
3. 宪兵第三团之撤去；
4. 軍事委員會北平分会政治訓練处及北平军事杂志社之解散；
5. 日本方面所谓蓝衣社、复兴社等有害于中日两国邦交之秘密机关之取缔，并不容许其存在；
6. 河北省内一切党部之撤退，励志社北平支部之撤废；
7. 第五十一军撤退河北省外；
8. 第二师、第二十五师撤退河北省外，第二十五师学生训练班之解散；
9. 中国内全般排外排日之禁止。

但梅津在當初完全不知道此協定的內容，而是酒井隆參謀長和高橋坦陸軍武官策劃下的產物。
之後在寺内壽一陸軍大臣下擔任陸軍次官，並於二·二六事件後整肅陸軍內部。在當時的陸軍省內新設軍務課，使得梅津在陸軍內增強了政治發言力。但是“不能讓右翼接近權力”（剣に右翼を近づけてはならん）的態度，反而招致皇道派反對。甚至有一部分右翼活動家還散布“梅津企圖將日本共產化”之類的奇怪文件。
接替為諾門罕戰役負責而辭職的植田謙吉大將成為關東軍總司令官，再三地要求肅正時常打破中央統制招致大事件的關東軍參謀，並且漂亮地完成了這項任務。使得在太平洋戰爭當中，關東軍能夠一直保持静谧沒有發生任何事件。這使得梅津在之後的東京審判內，在事件發生後（1939年）的5年之間這樣的經歷與前述的何梅協定成為對梅津有利的證據。

### 反對細菌戰
1944年12月，日本海軍軍令部小澤治三郎倡議細菌戰以伊號第四百潛艦搭載飛機攜帶致病生物襲擊美國西部地區，但潛艇設計時沒有考慮到細菌戰的需要，必須進行包括人體在內的實驗，因此成為與陸軍聯合計畫。1945年3月26日得到海軍高層同意，但時任陸軍參謀總長的梅津反對。最終，因為不願意對中美盟軍的細菌戰演變成對全人類的戰爭，這個計畫就此中斷。
日本投降前，梅津美治郎與陸軍大臣阿南惟幾和海軍軍令部總長豐田副武一起反對日本在1945年8月的無條件投降；認為日本帝国軍隊應該繼續戰鬥，使同盟國在日本本土決戰中遭受更嚴重的損失，以此謀得對日本有利的投降条件。後雖在終戰時的御前會議上代表陸軍主張本土決戰，但個人卻似乎認為本土決戰是不可行的，還上呈一份明示沒辦法準備本土決戰極密資料給昭和天皇。甚至從阿南惟幾陸軍大臣那得知一部分将校們為了尋求本土決戰而企劃政變時，更是絕對反對，使得該計畫被中止。
1945年9月2日，梅津美治郎被委派為全權代表日軍在日本東京湾的密蘇里號戰艦上簽署《降伏文書》。雖然米内光政、鈴木貫太郎等海軍首腦認為梅津不適任此項任務，但昭和天皇卻依舊直接委託梅津及重光葵等人出席投降儀式，對於此項事件也讓梅津的兒子道出「下次又要收拾殘局了吧」這樣的話（諷刺政府要梅津在226事件及諾門罕戰役後收拾殘局）。此外在投降儀式中發生一件小插曲，梅津以自己所帶的筆書寫不易為由，而跟副官借筆署名。
在遠東國際軍事法庭的法庭上，梅津大部分時間是與廣田弘毅外相及重光葵等人一樣，始終保持著沉默。但偶爾也有反駁的場面，像在對東鄉茂德的發言時，梅津就高聲反駁東鄉茂德。最終梅津被遠東國際軍事法庭判處無期徒刑，昭和24年（1949年）1月8日，在服刑中因直肠癌發作病逝，享年67歲。梅津一生没留下什么日记和手记，只在病床上留下了纸片，上面写着“幽窗無曆日”。1978年10月合祀於靖国神社。

## 年表
- 明治35年（1902年）6月-自陆军中央小学毕业。
- 明治36年（1903年）11月30日-自陆军士官学校（第15期毕业排名7号）、步兵科毕业。同期有乃木希典的次子保典（步兵科，在日俄战争中战死），河本大作（步兵科，大佐。任关东军参谋时因發動皇姑屯事件（1928年。昭和3年6月）被停职待命，编入预备役），多田骏（炮兵科），谷寿夫（步兵科）。
- 明治37年（1904年）2月12日-少尉就任。步兵第一联队付。
- 明治38年（1905年）6月30日-晋升為中尉。
- 明治44年（1911年）11月-自陆军大学毕业（畢業成績是第23期之首）。
- 明治45年（1912年）3月25日-晋升為大尉。步兵第一联队连长。
- 大正7年（1918年）6月1日-升為少佐。
- 大正11年（1922年）2月8日-升為中佐。
- 大正13年（1924年）12月15日-升為大佐。任步兵第三联队长。
- 大正15年（1926年）12月1日-参谋总部编制动员课长。
- 昭和3年（1928年）8月10日-陆军省军务局军事课长。
- 昭和5年（1930年）8月1日-升為陆军少将。任步兵第1旅长。
- 昭和6年（1931年）8月1日-任参谋本部总务部长。
- 昭和8年（1933年）11月1日-任驻瑞士使馆副武官。
- 昭和9年（1934年）

- 3月5日-被任命為中國驻屯军司令官。
- 8月1日-升為陆军中将。

- 昭和10年（1935年）8月1日-第2师团长。
- 昭和11年（1936年）3月23日-陆军次官。
- 昭和13年（1938年）5月30日-第1军司令官。
- 昭和14年（1939年9月7日）-任关东军司令兼特命全权大使。
- 昭和15年（1940年）8月1日-升為陆军大将。
- 昭和17年（1942年）10月1日-关东军总司令。
- 昭和19年（1944年）7月18日-参谋总长。
- 昭和20年（1945年）

- 9月2日-作为全权代表出席投降签字仪式。
- 10月15日-军事参议。
- 11月30日-被编入预备役。

## 榮譽

### 位階
- 1904年（明治37年）5月17日 - 正八位[1][2]
- 1905年（明治38年）8月18日 - 從七位[1][3]
- 1910年（明治43年）9月30日 - 正七位[1][4]
- 1915年（大正4年）10月30日 - 從六位[1][5]
- 1920年（大正9年）11月30日 - 正六位[1][6]
- 1926年（昭和元年）12月27日 - 從五位[1]
- 1930年（昭和5年）2月1日 - 正五位[1][7]
- 1934年（昭和9年）9月1日 - 從四位[1][8]
- 1938年（昭和13年）6月15日 - 正四位[1]
- 1940年（昭和15年）8月15日 - 從三位[1]
- 1943年（昭和18年）9月1日 - 正三位[1]

### 日本勳章
- 1906年（明治39年）4月1日 - 勲六等單光旭日章・功五級金鵄勲章[1]
- 1913年（大正2年）5月31日 - 勲五等瑞寶章[1][9]
- 1915年（大正4年）11月7日 - 勲四等旭日小綬章・大正三四年從軍記章[1]
- 1922年（大正11年）3月29日 - 勲三等瑞寶章[1]
- 1928年（昭和3年）12月28日 - 旭日中綬章[10]
- 1933年（昭和8年）9月4日 - 勲二等瑞寶章[1]
- 1936年（昭和11年）7月10日 - 勲一等瑞寶章[1]
- 1938年（昭和13年）11月2日 - 銀杯一組（日语：賞杯）[1]
- 1939年（昭和14年）7月11日 - 旭日大綬章[1]
- 1940年（昭和15年）4月29日 - 功二級金鵄勲章[1]

### 外國勳章
- 1937年（昭和12年）12月1日 - 滿州帝國：勲一位柱國章[11]
- 大十字級德意志鷹勳章（英语：Order of the German Eagle）：1937年（昭和12年） - 德意志國
- 大十字級王冠勳章：1938年（昭和13年）12月5日[12]
- 1941年（昭和16年）
  - 6月27日 - 義大利王國：大十字級聖莫里斯・拉撒路勳章（英语：Order of Saints Maurice and Lazarus）[13]
  - 12月9日 - 滿州帝國：建國神廟創建紀念章（日语：記念章#建国神廟創建紀念章）[14]
- 勲一位龍光大綬章：1942年（昭和17年） - 滿州帝國[15]
- 特級同光勳章：1944年（昭和19年） - 汪精衛政權
- 大勲位蘭花大綬章：1945年（昭和20年） - 滿州帝國

## 亲属
- 长子：梅津美一，东京帝国大学在学期间应征入伍。第四期防备专修预备学生。担任过海军少尉後、第9基地队员。战后在東京审判时担任父亲的副辩护律师。
- 孙子：梅津成实，插图画家

## 註解
1. ↑  擔任大尉時名字的讀音為 Harujirō。